# ジュンガリア

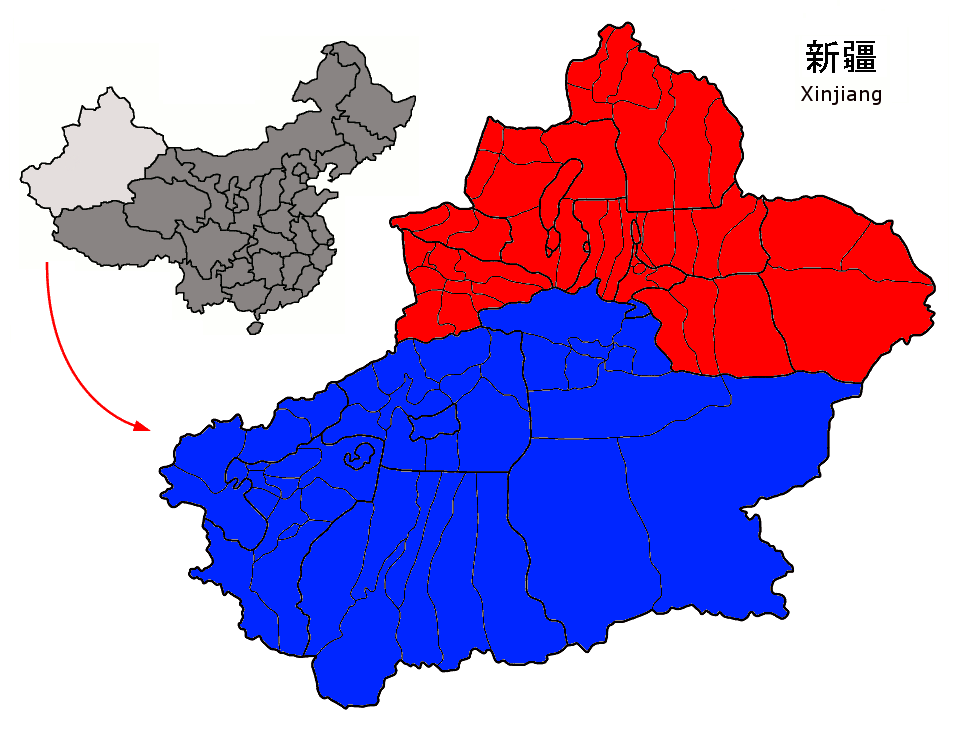
ジュンガリア（赤）とタリム盆地（青）

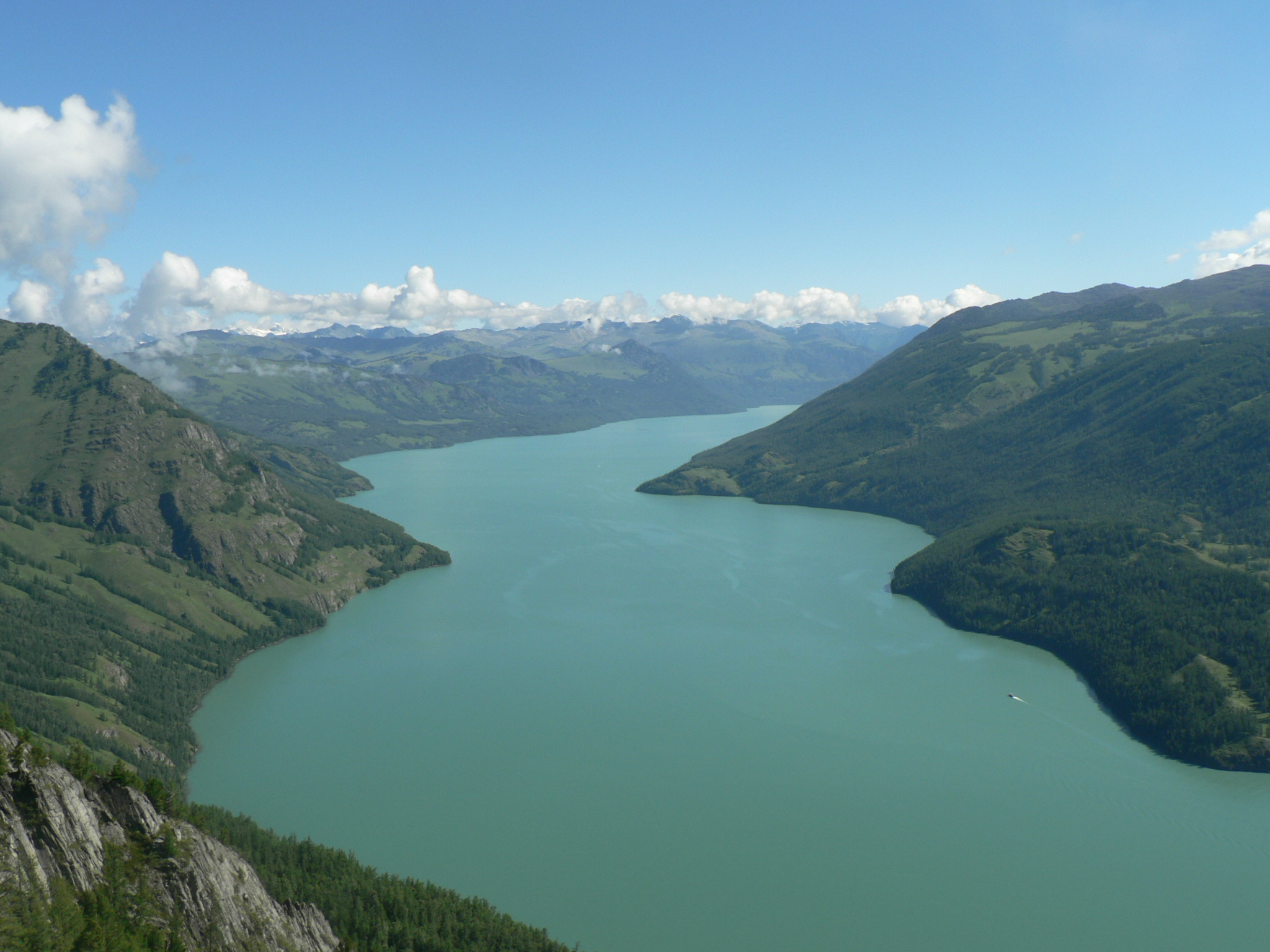
カナス湖（アルタイ地区）

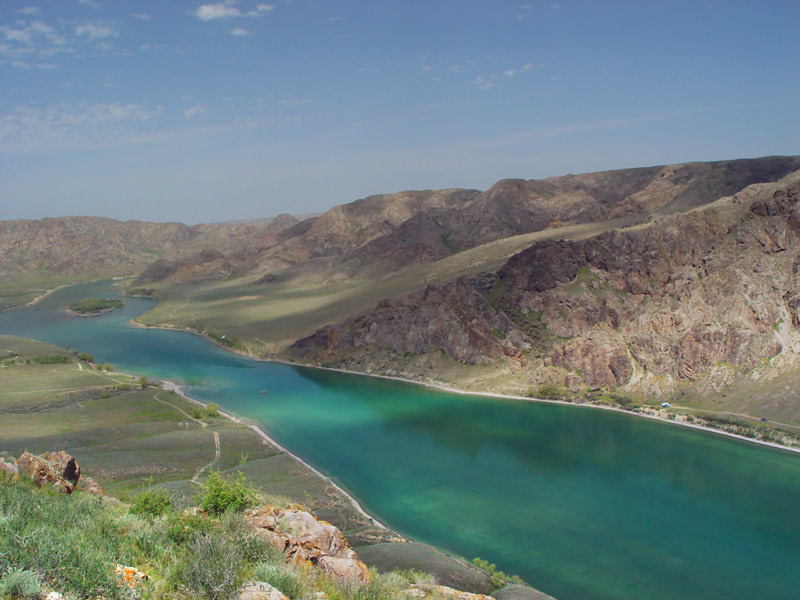
イリ川

ジュンガリア（英語: Dzungaria、中国語: 准噶尔または準噶爾＝ジュンガア）は中国新疆ウイグル自治区の北部地域で、北疆（ベイジアン）と呼ばれている。南を天山山脈、北はアルタイ山脈に囲まれた地域で、777,000平方キロメートルの広さがあり、東にはモンゴル西部があり、西にはカザフスタン東部がある。以前17～18世紀にはオイラト族のジュンガル汗国があり、もっと広い地域を指していた。
ジュンガリアはトルコ系言語を話すタリム盆地とは地理上、歴史上、民族上（モンゴル族と漢族、仏教）も異なるが、清朝もそれ以降の中国政府もこれらに地域を一つの地域、新疆地区としてまとめて扱ってきた。新疆の重工業のセンターとして、また地域の中心都市ウルムチ（オイラート語で「美しい牧草地」の意味）があり、ジュンガリアの各都市は国内からの人々を引き付けている。南疆（ナンジャン）と比べて、北疆は中国の他地域と鉄道、貿易などの面でより強く結びついてきた。

## 語源
ジュンガリアはモンゴル語のジュン・ガール（Zűn Gar）またはジュユン・ガール（Jüün Gar）からきていて、「左の手」という意味である。モンゴル帝国が東と西に分かれた時に、西部はジュン・ガールと呼ばれるようになった。

## 地理

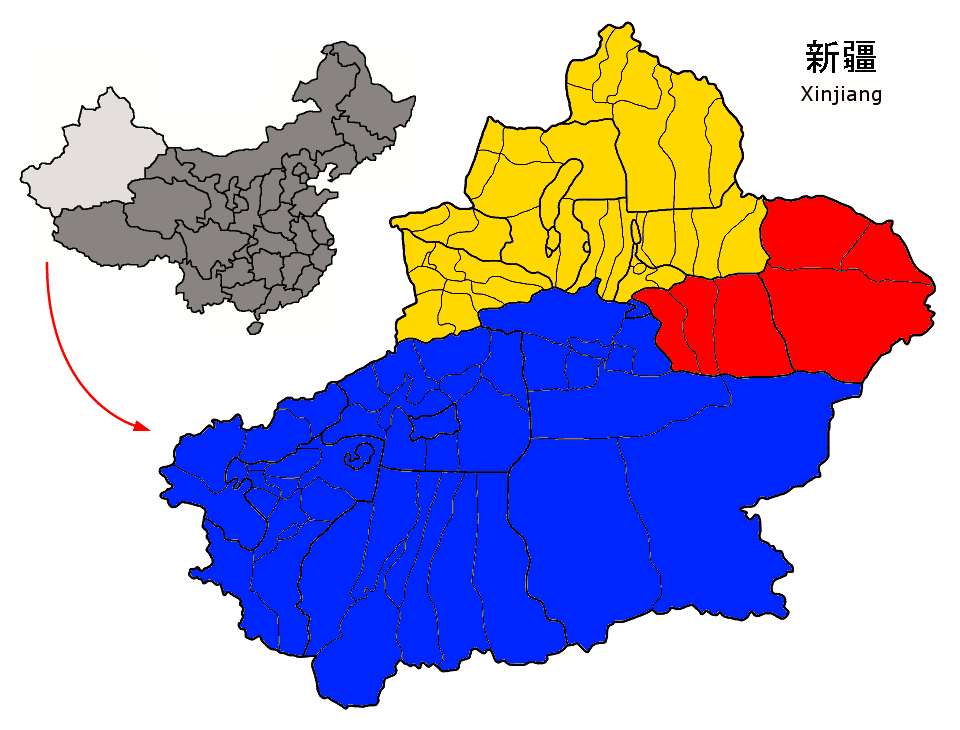
新疆の地理：ジュンガル盆地（黄、新疆北部）、トルファン盆地とハミ盆地（赤、新疆東部）、タリム盆地（青、新疆南部）

### 新疆北部
- 盆地：ジュンガル盆地
- 砂漠：グルバンテュンギュト砂漠
- 川：エルティシ川、イリ川、ウルムチ川
- 湖：天池、カナス湖
- 山：天山山脈（南）、アルタイ山脈（北）

### 新疆東部
- 盆地：トルファン盆地とハミ盆地
- 湖：アイディン湖
- 山：天山山脈（北）

## 政治区分（主な都市）
新疆北部
- ウルムチ市
- カラマイ市
- 昌吉回族自治州
- ボルタラ・モンゴル自治州 (ボルタラ市)
- イリ・カザフ自治州（伊寧市）
  - アルタイ地区（アルタイ市）
  - タルバガタイ地区

など
新疆東部
- トルファン市
- ハミ市

など

## 交通
鉄道は蘭新線、その西への延長・北疆線、蘭新線第二複線、精伊霍線などがある。道路は、G312国道、G217国道、G216国道、G7& G70高速道路、3014高速道路（G3014 Kuytun–Altay Expressway）、3015高速道路（G3015 Kuytun–Tacheng Expressway）などがある。
広い地域なので、飛行場はウルムチ市以外に、ハミ市、トルファン市、カラマイ市、アルタイ市など主要都市にある。

## 経済
乾燥地であるが、小麦、大麦、エンバク、テンサイを作り、牛、ヒツジ、馬の放牧が盛んである。畑は周りの雪山から溶けた水を利用している。
石炭、鉄鉱石、金を産出し、石油・ガス（ジュンガル油田）もジュンガリアの経済へ大きく貢献している。

## 民族
漢族、モンゴル族が多く、ウイグル族は比較的少ない。宗教は、仏教・道教で、イスラム教は比較的少ない。

## 参照項目
- 西気東輸